# Камотеско море
Kамотеско море је мало море које се налази унутар филипинског архипелага, између филипинских регија Источни и Средишњи Висаја. Граничи са острвима Лејте на северу и истоку, острвом Бохол на југу, и острвом Цебу на западу.
Повезано је са Висајанским морем на северозападу и са Бохолским морем на југу преко Цанигао канала и Цебуанског мореуза. Море је релативно дубоко са највећом дубином од 806 метара. 

## Географија
Море се налази у централном делу архипелага који чини државу Филипини, између њених регија средишњи Висаја и источни Висаја. Простире се на површини од 9.923,6 km² са укупном дужином обале од око 549,2 км .